# Roberto Dañino
Roberto Dañino Zapata, né le 2 mars 1951 à Lima, est un avocat et un homme d'État péruvien, président du Conseil des ministres de 2001 à 2002.

## Biographie
Il est le fils de Roberto Dañino Ribatto et de Julia Zapata Salcedo. Du côté paternel, il descend de José de la Torre Ugarte, auteur de l'hymne national du Pérou. 
En 1968, il entre à l'université pontificale catholique du Pérou où il étudie la littérature avant de préparer une licence en droit qu'il obtient en 1973. Il exerce la profession d'avocat qu'il exerce aux États-Unis à partir de 1993. 
Lors de son investiture, le président Alejandro Toledo le choisit comme président du Conseil des ministres le 28 juillet 2001. Il démissionne un an plus tard et est ensuite ambassadeur aux États-Unis de décembre 2002 à octobre 2003.
Il travaille comme lobbyiste pour Uber à partir de 2015.